# هوراس مان
سيلين (الفكر) (بالإنجليزية: Horace Mann) (4 مايو 1796 - 2 أغسطس 1859) كان مصلحًا تعليميًا أمريكيًا، ومؤيدًا لإلغاء العبودية وسياسيًا يمينيًا معروفًا بالتزامه بتعزيز التعليم العام، ومن ثم يُعرف أيضًا باسم أبو التعليم الأمريكي. في عام 1848، بعد الخدمة العامة كسكرتير لمجلس التعليم بولاية ماساتشوستس، انتخب مان لعضوية مجلس النواب الأمريكي (1848-1853). من سبتمبر 1852 حتى وفاته عام 1859، شغل منصب رئيس كلية أنطاكية.
وبحجة أن التعليم العام الشامل هو أفضل وسيلة لتحويل الأطفال الأميركيين الجامحين إلى مواطنين جمهوريين منضبطين وحكيمين، حصل مان على موافقة واسعة النطاق من التحديثيين، وخاصة في حزب اليمين، لبناء المدارس العامة. تبنت معظم الولايات الأمريكية نسخة من النظام الذي أنشأه مان في ماساتشوستس، وخاصة برنامج دار المعلمين الابتدائية لتدريب المعلمين المحترفين. يرجع المؤرخون التربويون الفضل إلى هوراس مان، إلى جانب هنري بارنارد وكاثارين بيتشر، باعتبارهم أحد المدافعين الرئيسيين عن حركة المدرسة العامة.

## السنوات الأولى والأسرة والتعليم
ولد هوراس مان في فرانكلين، ماساتشوستس. كان والده مزارعًا وليس لديه الكثير من المال. كان مان حفيد صموئيل مان.
من سن العاشرة إلى سن العشرين، لم يكن يحصل على أكثر من ستة أسابيع من الدراسة خلال أي عام، لكنه استفاد من مكتبة فرانكلين العامة، أول مكتبة عامة في أمريكا. التحق بجامعة براون عندما كان في العشرين من عمره وتخرج في ثلاث سنوات بصفته طالبًا متفوقًا (1819). كان موضوع خطبته هو "الطابع التقدمي للجنس البشري." لقد تعلم اليونانية واللاتينية من صموئيل باريت، الذي أصبح فيما بعد وزيرًا موحدًا مشهورًا.

## بداية مسيرته

### القضاء
درس مان القانون لفترة وجيزة في رينثام، ماساتشوستس، ودرّس اللغتين اللاتينية واليونانية بين عامي 1820 و1822، وشغل منصب أمين مكتبة في جامعة براون بين عامي 1821 و1823. خلال عام 1822، التحق بمدرسة ليتشفيلد للقانون، وفي عام 1823 نال القبول في نقابة المحامين في ديدام، ماساتشوستس.
دافع مان عن جيمس ألين في محاكمة بتهمة السرقة، وأثار شكًا معقولًا في أذهان هيئة المحلفين من خلال الإشارة إلى أنّ الضحية سبق أن حدّد شخصًا آخر على أنّه من ارتكب السرقة. نجحت هذه الاستراتيجية وأدّت إلى انقسام هيئة المحلفين.

### مشرّع ماساتشوستس
انتُخب مان لعضوية الهيئة التشريعية في ولاية ماساتشوستس عام 1827، وشارك بنشاط في دعم التعليم، والمؤسسات الخيرية العامة، والتشريعات الهادفة إلى الحد من استهلاك المشروبات الكحولية واليانصيب. أنشأ مصحًا عقليًا في ووستر، وترأس مجلس أمنائه عام 1833. واصل تمثيل ديدهام في الهيئة التشريعية حتى انتقاله إلى بوسطن في العام نفسه. خلال عضويته في الهيئة، شارك في لجنة مراجعة قوانين الولاية، وتولّى رئاستها في بعض الفترات، وأُدرِجت بناءً على اقتراحه العديد من الأحكام المفيدة ضمن النصوص القانونية. عقب سنّ هذه القوانين، عُيّن محررًا مشاركًا لهذا العمل، وتولّى إعداد الهوامش والإشارات إلى السوابق القضائية. انتُخب لعضوية مجلس شيوخ ولاية ماساتشوستس ممثلًا عن بوسطن في عام 1835، وتولّى رئاسته خلال عامي 1836 و1837. كرئيس للأغلبية في المجلس، ركّز جهوده على تطوير البنية التحتية، وموّل إنشاء السكك الحديدية والقنوات.

## حياته الشخصية
في عام 1830، تزوّج مان من شارلوت ميسر، ابنة آسا ميسر، الرئيس السابق لجامعة براون. توفيت في 1 أغسطس 1832، بعد عامين من زواجهما، ولم يتعافَ تمامًا من الحزن العميق والصدمة التي خلّفها رحيلها.
في عام 1843، تزوّج من ماري تايلر بيبودي. بعد الزواج، رافق الزوجان صامويل غريدلي هاو وجوليا وورد هاو في شهر عسل مزدوج إلى أوروبا. بعد عودتهما، اشتريا منزلًا في ويست نيوتن، ماساتشوستس، عند زاوية شارعي تشستنَت وهايلاند. أنجب هوراس وماري ثلاثة أبناء: هوراس مان الابن، وجورج كومب مان، وبنجامين بيكمان مان.

## إصلاح التعليم
لم يبدأ مان العمل الذي جعله من أبرز المصلحين التربويين في أمريكا إلا بعد تعيينه سكرتيرًا لمجلس التعليم الجديد في ولاية ماساتشوستس عام 1837. فور تولّيه هذا المنصب، انسحب من جميع الأنشطة المهنية والتجارية الأخرى، كما ابتعد عن العمل السياسي.
بصفته سكرتيرًا للتعليم، نظّم مؤتمرات للمعلمين، وألقى عددًا كبيرًا من المحاضرات والخطابات، وأدار مراسلات واسعة، وأدخل العديد من الإصلاحات. أقنع مان زملاءه من أنصار التحديث، وخصوصًا المنتمين إلى حزب الويغ، بإصدار تشريعات توفّر التعليم العام الابتدائي الممول من الضرائب في ولاياتهم، وبإفساح المجال أمام النساء لتولّي التدريس. ولتسويغ فرض الضرائب الجديدة، طمأن مان رجال الأعمال بأن رفع مستوى التعليم بين أفراد القوة العاملة يعزّز ازدهار الاقتصاد ويزيد من ربحيته.
اعتمدت معظم الولايات الشمالية شكلًا من أشكال النظام الذي أنشأه في ماساتشوستس، ولا سيما برنامج «المدارس النموذجية» لتدريب المعلمين على أسس مهنية.
سافر مان إلى كل مدرسة في الولاية ليفحص أراضيها بشكل مباشر. خطّط وأطلق نظام المدارس النموذجية في ماساتشوستس، فأنشأ مدرسة في ليكسينغتون (انتقلت بعد فترة قصيرة إلى فرامينغهام)، وأخرى في باري (نُقلت لاحقًا إلى ويستفيلد)، بالإضافة إلى مدرسة في بريدجواتر. بدأ بإعداد سلسلة من التقارير السنوية التي حازت انتشارًا واسعًا، ووصفت بأنها «من بين أفضل الشروحات، إن لم تكن الأفضل على الإطلاق، للفوائد العملية للتعليم في المدارس العامة، سواء للفرد أو للدولة».
دافع مان عن وقف استخدام العقاب البدني في تأديب الطلاب، ودخل بسبب ذلك في جدل مع بعض معلمي بوسطن، انتهى في نهاية المطاف إلى تبنّي آرائه.
في عام 1838، أسّس مجلة «المدرسة العامة» وتولّى تحريرها.
في عام 1843، سافر مان إلى أوروبا لزيارة المدارس، ولا سيّما في بروسيا، برعاية مجلس التعليم ولكن على نفقته الخاصة. تضمّن تقريره السنوي السابع، الذي نُشر بعد عودته، نتائج هذه الجولة. طُبعت نسخ عديدة من هذا التقرير في ماساتشوستس وفي ولايات أخرى، بعضها بطباعة فردية، والبعض الآخر بطباعة الهيئات التشريعية؛ كما صدرت له عدة طبعات في إنجلترا.
أمل مان أن يؤدّي جمع الأطفال من مختلف الطبقات الاجتماعية في مكان واحد إلى توفير تجربة تعليمية مشتركة. ورأى أن هذا الدمج يتيح لذوي الحظوظ الأقل فرصة التقدّم في السلم الاجتماعي، وأن التعليم قادر على «مساواة ظروف البشر». علاوة على ذلك، اعتُبر التعليم وسيلة للتقدّم الاجتماعي من قِبل الحركة العمالية المبكرة، وكان من الأهداف الأساسية للمدارس العامة.
اقترح مان أيضًا أن وجود المدارس يوفّر دعمًا للطلاب الذين لا يحظون بانضباط مناسب في منازلهم. واعتبر أن بناء شخصية الفرد لا يقلّ أهمية عن تعلّم القراءة والكتابة والحساب. ساهم غرس قيم مثل الطاعة للسلطة، والمواظبة على الحضور، وتنظيم الوقت وفقًا لقرع الجرس، في إعداد الطلاب للوظائف المستقبلية.
واجه مان مقاومة من بعض أولياء الأمور الذين لم يرغبوا في تسليم التعليم الأخلاقي إلى المعلمين والبيروقراطيين. درّبت المدارس النموذجية في الغالب النساء، ما أتاح لهن فرصًا مهنية جديدة في مجال التدريس. آمن مان بأن النساء أكثر أهلية للتعليم، ليس فقط بسبب كونهن أمهات، وتعاون مع كاثرين بيتشر لدعم تأنيث مهنة التعليم.
أثمر عمل مان إصلاحًا ملموسًا في النهج المتّبع داخل نظام المدارس العامة في ماساتشوستس، وهو ما انعكس لاحقًا على توجه العديد من الولايات الأخرى. خلال تنفيذه لهذه المهام، واجه معارضة حادّة من بعض معلمي بوسطن الذين رفضوا بشدة أفكاره التربوية الجديدة، ومن بعض الطوائف الدينية التي عارضت استبعاد التعليم الديني الطائفي من المدارس.

### الطبيعة العلمانية
كما يتبيّن من «قانون الشيطان المخادع القديم» وغيره من قوانين المدارس في ماساتشوستس خلال القرن السابع عشر، اتّسم التعليم المبكر في الولاية بهدف ديني واضح. غير أنّ تطورات متعددة، من بينها وجود إيمان بروتستانتي شعبي نشط وتزايد التنوع الديني، أسهمت بحلول فترة قيادة مان التربوية في نشوء نظام مدرسي علماني يتّخذ موقفًا محايدًا دينيًا.
أكد مان أنّ «مدارسنا العامة ليست معاهد لاهوتية»، وأنّها «ممنوعة قانونًا من تلقين العقائد الخاصة والمميزة لأي طائفة دينية من بيننا... أو كل ما يُعدّ جوهريًا في الدين أو الخلاص». ومع ذلك، سعى إلى طمأنة المعترضين على هذه الطبيعة العلمانية، مشيرًا إلى أنّ «نظامنا يُعلّم بإخلاص جميع الأخلاق المسيحية؛ ويؤسّس أخلاقه على الدين؛ ويرحّب بدين الكتاب المقدس؛ وعند استقباله للكتاب المقدس، فإنه يسمح له بما لا يُسمح به في أي نظام آخر؛ أن يتكلم عن نفسه. لكنه يتوقف عند هذا الحد، ليس لأنه يدّعي أنه قد أحاط بجميع الحقائق، بل لأنه يتنصّل من القيام بدور الحكم بين الآراء الدينية المتعارضة».
ذكر مان أنّ هذا الموقف أدى إلى استخدام شبه شامل للكتاب المقدس في مدارس ماساتشوستس، وأنّ هذا الاستخدام شكّل حجة ضد مزاعم البعض بأن المسيحية كانت مستبعدة من مدارسه، أو أنّها كانت مناهضة للمسيحية. كان مان من أتباع علم فراسة الدماغ الزائف، وآمن بأنّ التعليم قادر على القضاء على نقائص الإنسان أو الحدّ منها، وتعويض أي عيوب بيولوجية.
صرّح مان في إحدى المناسبات بأنّ «قد لا يكون من السهل نظريًا رسم الخط الفاصل بين تلك الرؤى للحقيقة الدينية والإيمان المسيحي التي يشترك فيها الجميع، والتي يمكن، بالتالي، تلقينها في المدارس بشكل لائق، وتلك التي، لكونها خاصة بطوائف معينة، تُستبعد بموجب القانون؛ ومع ذلك، يُعتقد أنه لا توجد صعوبة عملية في إدارة مدارسنا بهذا الشأن».
بدلًا من إقرار كنيسة معيّنة، كما كان شائعًا في العديد من الولايات، حظرت الهيئة التشريعية الكتب «التي يُحتمل أن تروّج لعقائد أي طائفة مسيحية بعينها».

## وصلات خارجية
- هوراس مان على موقع الموسوعة البريطانية (الإنجليزية)
- هوراس مان على موقع إن إن دي بي (الإنجليزية)